# UTC+4

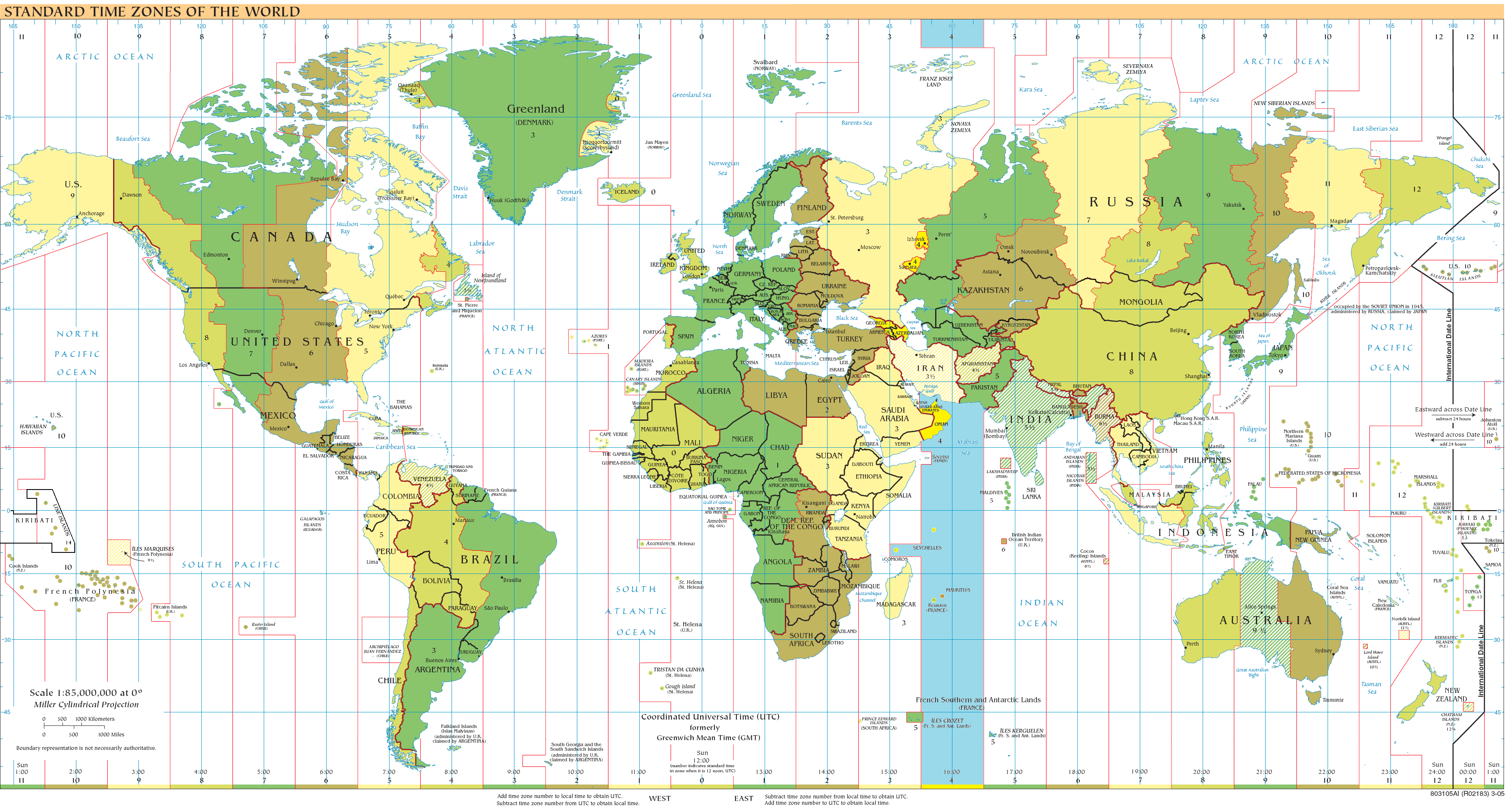
Fuso horário UTC+04:00, de acordo com o uso por localidade.

UTC + 4:00 é o fuso horário onde o horário local é contado a partir de mais quatro horas do horário do Meridiano de Greenwich.
Longitude ao meio: 60º 00' 00" L

## Utilização

### Durante o ano
- Rússia
  - Zona 3: Ijevsk, Samara e Astracã. [1]
- Armênia[2]
- Azerbaijão
- Geórgia
  - Adotado até 2003 e desde 2005 pelo governo da Geórgia.
- Emirados Árabes Unidos
- Omã
- Seicheles
- Ilhas Maurícias
- França
  - Apenas a Ilha de Reunião

## Nomes oficiais regionais
- Horário Padrão do Golfo (GST)
  -  Omã
  -  Emirados Árabes Unidos
- Horário de Moscovo (MKT)
  -  Rússia
- Horário de Todas as Rodovias
  -  Rússia
- Horário do Azerbaijão (AZT)
  -  Azerbaijão
- Horário da Maurícia (MUT)
  -  Ilhas Maurícias
- Horário das Seychelles (SCT)
  -  Seicheles
- Horário de Réunion (RET)[3]
  -  França